# Tankautospuit

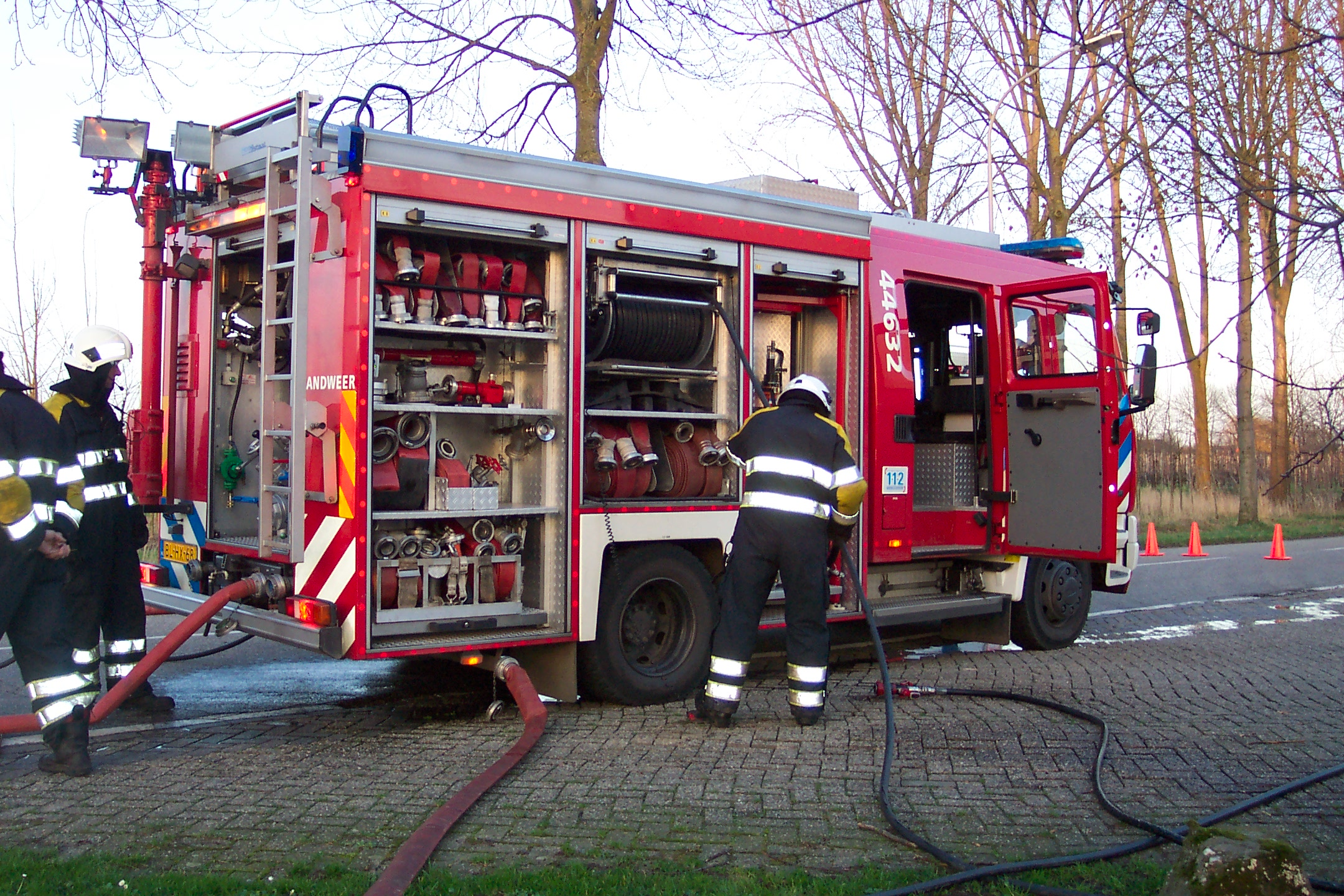
Tankautospuit

Een tankautospuit, afgekort TS (in België: autopomp of pompwagen) is een type voertuig dat de brandweer normaal gesproken inzet als basisvoertuig. Het voertuig is zo ingericht dat de eerste slag geslagen kan worden bij brandbestrijding of ongevallen.

## Bemensing

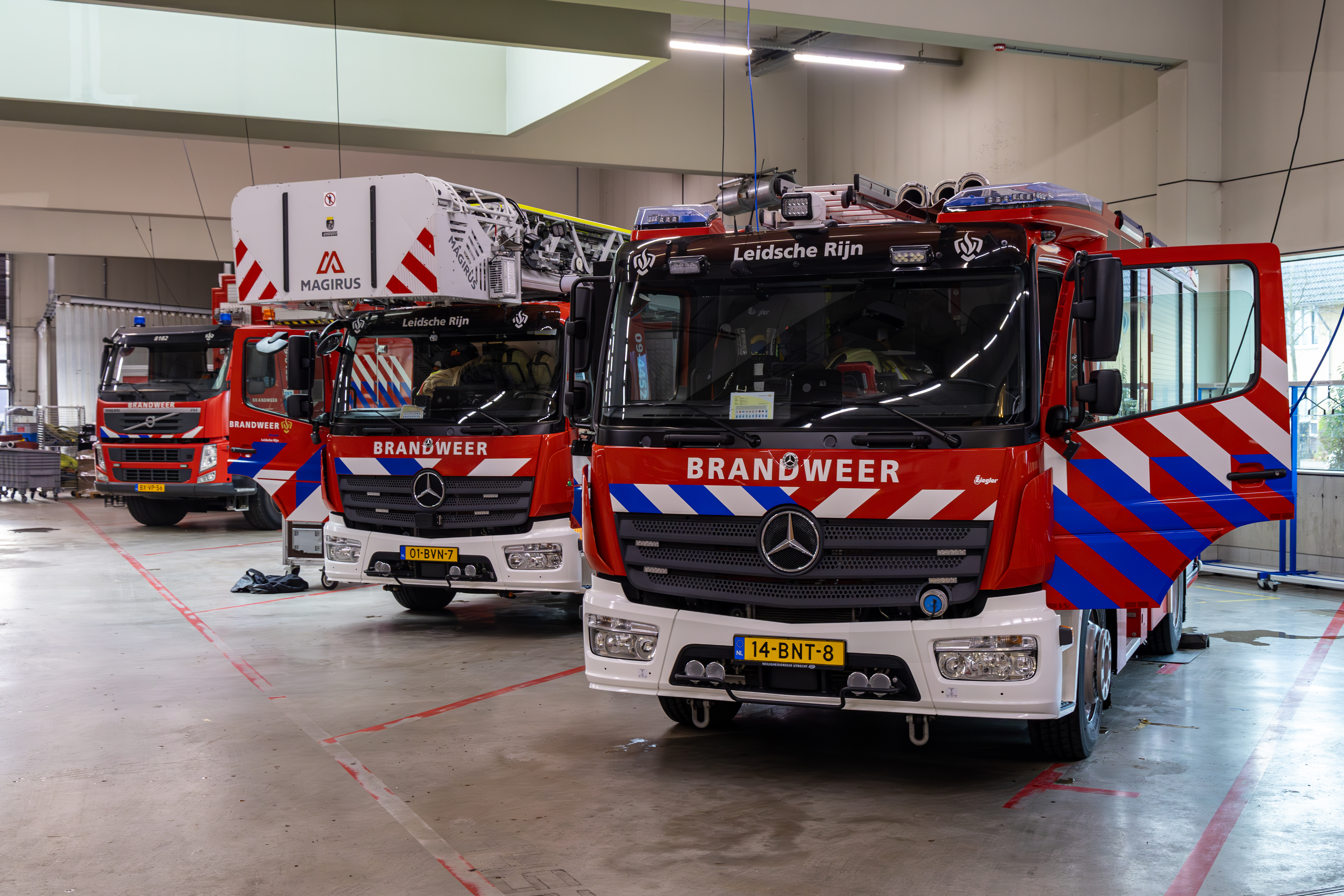
Een tankautospuit naast een redvoertuig in de remise.

In het algemeen is er aan boord plaats voor een standaardploeg van zes man, te weten: bevelvoerder (hierna BV), chauffeur (is tevens pompbediener), aanvalsploeg (twee personen) en waterploeg (twee personen). De chauffeur zit (in de meeste landen) linksvoor in het voertuig, de BV rechts voorin en de bemanning achterin.

### Benaming
Met hoeveel mensen de TS uitrukt wordt vermeld door 'TS' met het aantal mensen erachter te zeggen, zoals TS6. Dit is dan een BV + chauffeur/pompbediende + vier manschappen.
Voorheen was het mogelijk om TS6 t/m TS9 (dus met zeven manschappen) uit te rukken. In veel regio's is het aantal zitplaatsen achterin teruggebracht naar een maximum van vier (TS6) of vijf (TS7, de zevende man is in veel gevallen een stagiair die nog niet volledig bevoegd/gediplomeerd is als brandweerman/-vrouw). 

### Variabele voertuigbezetting
Vanwege o.a. het tekort aan brandweervrijwilligers is het sinds een aantal jaar mogelijk om uit te rukken met een TS4 of TS5, dat wordt variable voertuigbezetting genoemd. Dit betekent wel dat er eerder versterking nodig is en dat inzetten langer duren, met als gevolg dat een gebied mogelijk voor een langere tijd een langere aanrijtijd van de brandweer heeft. Uit onderzoek blijkt dat 90% van de incidenten te bestrijden is met minder mensen. Denk hierbij aan het redden van een kat uit de boom of een vuilnisbakbrand. De voordelen zijn echter dat er sneller brandweerzorg geleverd kan worden en eventueel sneller kan worden opgeschaald. Waar voorheen bij een opkomst van een TS5 een ander korps moest worden gealarmeerd, kan die TS5 nu wel uitrukken. Een voorwaarde voor het uitrukken met de variable voertuigbezetting is dat er altijd een gecertificeerde chauffeur/pompbediende en bevelvoerder op de wagen moeten zitten, en dat er minimaal twee manschappen aanwezig zijn.
Om te voorkomen dat er in het beginstadium van de bestrijding van het incident te weinig mensen zijn, worden er bij sommige meldingen standaard twee TS'en gealarmeerd, denk hierbij bijvoorbeeld aan een woningbrand. Dit wordt door de meldkamer ingeschat.
In stedelijk gebied komen relatief veel kleine incidenten voor, die met weinig mensen kunnen worden bestreden. Daarom is er in sommige steden overgegaan van TS6 naar TS4. Waar voorheen twee beroepsposten in een stad waren met beide één TS6 direct paraat, kan er nu voor worden gekozen om drie keer een TS4 paraat te hebben. Dit zorgt ervoor dat er met hetzelfde aantal mensen meer incidenten kunnen worden bestreden met een korte aanrijtijd. O.a. de brandweer in Eindhoven heeft hiervoor gekozen. In eerste instantie hadden zij twee beroepsposten met beide één TS6 (Centrum en Woensel) en een vrijwillige bedrijfsbrandweer op de TU/e. Nu zijn daar drie posten met TS4 en bemant de regionale brandweer nu de brandweerpost op de TU/e. Binnen kantooruren verzorgt de bedrijfsbrandweer van de TU/e de brandweerzorg op de campus, daarbuiten neemt de regionale brandweer dat over.

## Voertuignummers
Uit de voertuignummers op Nederlandse brandweervoer- en -vaartuigen kun je veel informatie opmaken 
Op de wagens staat de volgende combinatie van cijfers: Ab-CDE die betekenen:
- Ab: het regionummer (01-25: regionale brandweerkorps, 28: Defensie);
- C: het nummer van het district en de kazerne waar dat voertuig zich bevindt, altijd twee cijfers (01-99);
- D: het soort voertuig (0-9) en;
- E: het hoeveelste voertuig van die soort (0-9).

Een TS met BZK-bepakking kun je onder het cijfer bij D herkennen aan het cijfer 3 of 4. Bij 3 spreken we over een normale TS, bij 4 spreken over een TS terreinvaardig (TST) die geschikt is voor natuurbrandbestrijding. Deze dragen vaak meer water (2000 of 2500 liter), staan hoger op hun wielen en beschikken vaak over 4×4 aandrijving. Regio's met relatief veel bos-, duin- en/of heidegebied kenmerken zich door het bezitten van relatief veel TST's en zullen vaak alleen maar in stedelijk gebied met een normale TS rijden, omdat de TST's over het algemeen groter en lomper zijn. Het is daardoor het lastiger om door het drukke verkeer en de binnenstad te manoeuvreren. Mochten er meer wagens nodig zijn bij een brand in het stedelijk gebied, dan zijn TST's gewoon geschikt om mee te helpen.
Enkele voorbeelden van voertuignummers: 
- De 01-3032 is de tweede normale TS van de brandweer Delfzijl in de regio Groningen;
- De 02-4533 is de derde normale TS van de brandweer Achtkarspelen, locatie Surhuisterveen, in de regio Fryslân;
- De 22-2541 is de eerste TS die geschikt is voor natuurbrandbestrijding van brandweer Geldrop in de regio Brabant-Zuidoost.

## Indeling en opbouw
De meeste tankautospuiten zijn voorzien van bagageruimten met roldeuren, sommige hebben klapdeuren. De pomp is bijna altijd achter in het voertuig geplaatst en wordt meestal via een krachtafnemer aangedreven door de motor van het voertuig. De pomp kan alleen tijdens stilstand van het voertuig gebruikt worden tenzij het voertuig hiervoor aangepast is, zoals bij bosbrandbestrijdingsvoertuigen, schuimbluswagens of crashtenders.
Achter de deuren aan de zijkant kunnen rekken of bakken geplaatst worden met materiaal of speciale uitklapbare constructies om gereedschap in op te bergen. Op het dak worden vaak de ladders en zuigslangen opgeborgen. Soms wordt bij oudere voertuigen ook het waterkanon of ander materiaal op het dak opgeborgen, bij nieuwe voertuigen is dit niet meer toegestaan in verband met Arbo-wetgeving. Moderne tankautospuiten beschikken vaak over een Arbo-ladderrek dat naar achter en beneden schuift, waardoor de ladders of slangen vanaf de grond van het rek gepakt kunnen worden. Hierdoor is het niet meer nodig om op het voertuig te klimmen. Dat is veiliger en kost minder tijd.
Het voertuig is vaak voorzien van diverse verlichting rondom, om ook in het duister goed te kunnen werken. Uiteraard zijn ook de blauwe zwaailichten, of tegenwoordig flitsers, aanwezig om aan te geven dat het een voorrangsvoertuig betreft. Sirenes bij TS'en maken vaak gebruik van een luchthoorn. Daarnaast zijn ze voorzien van oranje zwaailicht en/of flitsers

## Bepakking

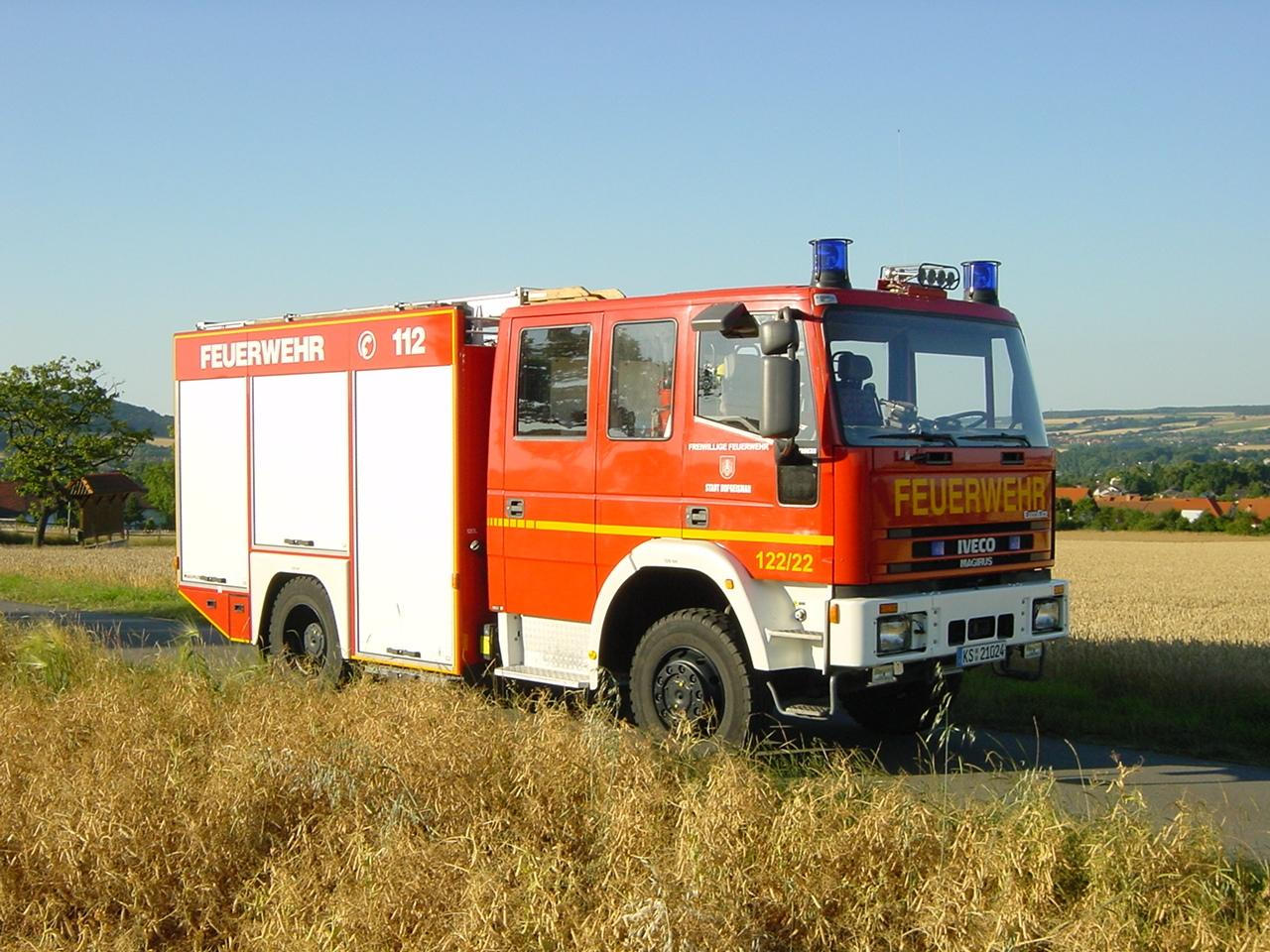
Duitse tankautospuit.

Een tankautospuit heeft een standaard bepakking die vastgesteld is door het ministerie van Binnenlandse zaken en Koninkrijksrelaties (BZK), de zogenoemde BZK-bepakking. Daarnaast kan het voertuig extra materiaal aan boord hebben naargelang de lokale situatie dat verlangt. Een standaard tankautospuit heeft minimaal het volgende aan boord:
- Een watertank met een inhoud van minimaal 1500 liter
- Een gecombineerde hoge- en lagedrukbrandbluspomp, onder lage druk wordt hier 0 tot 15 bar (1500 kPa) verstaan. Onder hoge druk wordt een druk tot 40 bar (4000 kPa) verstaan. Het lagedrukgedeelte heeft doorgaans een capaciteit van 2500 tot 3000 liter per minuut, het hogedruksysteem ongeveer 250 tot 300 liter per minuut.
- Zuigslangen voor het aanzuigen van water uit open water (sloten, vijvers of zwembaden etc.)
- Een opzetstuk voor een ondergrondse brandkraan met bijbehorend gereedschap.
- Lagedrukaanvalsslangen met een diameter van 52 mm (8 stuks met een lengte van 20 meter) met straalpijpen of O-bundels met straalpijpen
- Lagedruktoevoerslangen met een diameter van 75 mm (16 stuks met een lengte van 20 meter)
- Hulpmiddelen om met schuim te kunnen blussen, zoals een tussenmenger en natuurlijk schuimvormend middel
- Een straatwaterkanon met een capaciteit tussen 1200 l/min en 2000 l/min
- Twee hogedrukslangen met een lengte van 60 (standaard) of 90 meter
- Ademluchttoestellen en andere persoonlijke beschermingsmiddelen voor de bemanning zoals handschoenen, zaklampen, valbeveiliging
- Chemicaliënpakken om de bemanning te beschermen tegen bepaalde chemische vloeistoffen. Deze pakken beschermen tegen spatten en zijn niet gasdicht.
- Redgereedschap om beknelde personen uit een voertuig of andere situatie te bevrijden zoals een spreider, schaar en ram en een doorslijpschijfmachine(haakse slijper}
- Divers gereedschap, zoals koevoet, voorhamer, spade, schep (ook wel bats genoemd), betonschaar, schroevendraaiers, steeksleutels, plamuurmessen en nog veel meer.
- Ladders
- Een schuimblusser met een inhoud van 9 liter.
- Twee poederblussers met 12 kg ABC-poeder.
- Een CO2-blusser met een inhoud van 5 kg.
- Gereedschap (ramoneur) om schoorsteenbranden te bestrijden
- Een kettingzaag met beschermende kleding
- Stophout, wiggen en ander materiaal om objecten te stabiliseren
- Een uitgebreide EHBO-koffer
- Dekens
- Kegels en knipperlichten om de rijbaan af te zetten en andere weggebruikers te waarschuwen
- Schijnwerpers, een aggregaat en ander verlichtingsmateriaal
- Brandstof voor het gereedschap dat zich aan boord bevindt
- Alarmdosis(tempo)meter voor het meten van ioniserende straling
- Explosiegevaarmeter voor het meten van de explosiviteit van een gasmengsel en de aanwezigheid van een of meerdere van de volgende stoffen: zuurstof, koolmonoxide en waterstofsulfide
- Sleutels voor liften en verkeersobstakels etc.
- Lijkzakken
- C2000- (Nederland) of A.S.T.R.I.D. (België)-portofoons voor communicatie met de alarmcentrale, andere eenheden en de eigen mensen.

Het bovenstaande is slechts een grove benadering van de totale bepakking, voor een compleet overzicht wordt verwezen naar de bepakkingslijst van het ministerie van BZK.